# سیکوشا
سیکوشا (انگلیسی: Seikosha) شرکت ساعت‌سازی ژاپنی است، که در سال ۱۸۹۲ تأسیس شد.